# Rio São Bartolomeu
Rio São Bartolomeu är ett vattendrag i Brasilien.   Det ligger i delstaten Goiás, i den sydöstra delen av landet, 110 km söder om huvudstaden Brasília.
I omgivningarna runt Rio São Bartolomeu växer huvudsakligen savannskog. Runt Rio São Bartolomeu är det mycket glesbefolkat, med 7 invånare per kvadratkilometer.